# Grupno prvenstvo NP Osijek 1952./53.
Grupno prvenstvo Nogometnog podsaveza Osijek predstavljalo je najniži stupanj natjecanja u podsavezu. Prvenstvo je bilo podijeljeno u 6 grupa. Prvaci grupa igrali su kvalifikacije za ulazak u 1. razred (kasnije je 1. razred ukinut, tako da su 4 kluba prešla u podsaveznu ligu).

## Tablice

### Grupa I
| Mj. | Klub                       | Sus. | Pobj. | Ner. | Por. | GR.   | Bod. |
| --- | -------------------------- | ---- | ----- | ---- | ---- | ----- | ---- |
| 1.  | NK Radnički Mirkovac       | 16   | 11    | 2    | 3    | 37:22 | 24   |
| 2.  | NK Borac Bilje             | 16   | 10    | 3    | 3    | 39:24 | 23   |
| 3.  | NK Napredak Batina         | 16   | 9     | 2    | 5    | 35:23 | 20   |
| 4.  | NK Sloga Lug               | 16   | 8     | 3    | 5    | 28:22 | 19   |
| 5.  | NK Dunav Vardarac          | 16   | 8     | 2    | 6    | 27:26 | 18   |
| 6.  | NK Hajduk Kozjak           | 16   | 4     | 5    | 7    | 16:24 | 13   |
| 7.  | NK Darda                   | 16   | 3     | 6    | 7    | 18:25 | 12   |
| 8.  | NK Borac Kneževi Vinogradi | 16   | 3     | 3    | 10   | 20:34 | 9    |
| 9.  | NK Bratstvo Jagodnjak      | 16   | 2     | 2    | 12   | 19:39 | 6    |

### Grupa II
| Mj. | Klub                    | Sus. | Pobj. | Ner. | Por. | GR.   | Bod. |
| --- | ----------------------- | ---- | ----- | ---- | ---- | ----- | ---- |
| 1.  | NAŠK Našice             | 10   | 10    | 0    | 0    | 41:9  | 20   |
| 2.  | NK Papuk Orahovica      | 10   | 6     | 0    | 4    | 29:14 | 12   |
| 3.  | NK Mladost Bizovac      | 10   | 5     | 1    | 4    | 28:28 | 11   |
| 4.  | ŠK Jovalija Valpovo     | 10   | 4     | 1    | 5    | 17:17 | 9    |
| 5.  | NK Omladinac Petrijevci | 10   | 3     | 1    | 6    | 20:26 | 7    |
| 6.  | NK Seljak Pribiševci    | 10   | 0     | 1    | 9    | 2:43  | 1    |

### Grupa III
| Mj. | Klub                          | Sus. | Pobj. | Ner. | Por. | GR.   | Bod. |
| --- | ----------------------------- | ---- | ----- | ---- | ---- | ----- | ---- |
| 1.  | NK Jedinstvo Čepin            | 10   | 7     | 0    | 3    | 28:13 | 14   |
| 2.  | NK Bratstvo Tenjski Antunovac | 10   | 7     | 0    | 3    | 29:14 | 14   |
| 3.  | NK Drvodjelac Osijek          | 10   | 5     | 1    | 4    | 23:27 | 11   |
| 4.  | NK Jedinstvo Tenja            | 10   | 4     | 2    | 4    | 16:16 | 10   |
| 5.  | NK Sremac Markušica           | 10   | 3     | 0    | 7    | 16:27 | 6    |
| 6.  | NK Mladost Orlovnjak          | 10   | 2     | 1    | 7    | 13:28 | 5    |

### Grupa IV
| Mj. | Klub                | Sus. | Pobj. | Ner. | Por. | GR.   | Bod. |
| --- | ------------------- | ---- | ----- | ---- | ---- | ----- | ---- |
| 1.  | NK Omladinac Dalj   | 8    | 7     | 1    | 0    | 34:9  | 15   |
| 2.  | NK Sloga Pačetin    | 8    | 5     | 1    | 2    | 19:12 | 11   |
| 3.  | NK Bratstvo Erdut   | 8    | 2     | 1    | 5    | 13:20 | 5    |
| 4.  | NK Borac Bobota     | 8    | 2     | 1    | 5    | 11:19 | 5    |
| 5.  | NK Sinđelić Trpinja | 8    | 2     | 0    | 6    | 10:27 | 4    |

### Grupa V
| Mj. | Klub                | Sus.                  | Pobj.                 | Ner.                  | Por.                  | GR.                   | Bod.                  |
| --- | ------------------- | --------------------- | --------------------- | --------------------- | --------------------- | --------------------- | --------------------- |
| 1.  | NK Fruškogorac Ilok | jedini sudionik grupe | jedini sudionik grupe | jedini sudionik grupe | jedini sudionik grupe | jedini sudionik grupe | jedini sudionik grupe |

### Grupa VI
| Mj. | Klub                         | Sus. | Pobj. | Ner. | Por. | GR.   | Bod. |
| --- | ---------------------------- | ---- | ----- | ---- | ---- | ----- | ---- |
| 1.  | NK Lovor Nijemci ↓*          | 12   | 9     | 3    | 0    | 39:14 | 21   |
| 2.  | NK Sloga Račinovci           | 12   | 6     | 5    | 1    | 30:12 | 17   |
| 3.  | NK Jadran Gunja              | 12   | 7     | 3    | 2    | 42:17 | 17   |
| 4.  | NK Radnički Županja          | 12   | 7     | 1    | 4    | 39:19 | 15   |
| 5.  | NK Posavac Posavski Podgajci | 12   | 4     | 0    | 8    | 19:30 | 8    |
| 6.  | NK Krajišnik Vrbanja         | 12   | 1     | 1    | 10   | 13:50 | 3    |
| 7.  | NK Graničar Otok             | 12   | 1     | 1    | 10   | 10:49 | 3    |

↑* NK Lovor Nijemci nije sudjelovao u kvalifikacijama za 1. razred

## Kvalifikacije za ulazak u viši rang

### 1. grupa
| Mj. | Klub                          | Sus. | Pobj. | Ner. | Por. | GR.  | Bod. |
| --- | ----------------------------- | ---- | ----- | ---- | ---- | ---- | ---- |
| 1.  | NK Omladinac Dalj             | 4    | 4     | 0    | 0    | 12:3 | 8    |
| 2.  | NK Fruškogorac Ilok           | 4    | 2     | 0    | 2    | 9:9  | 4    |
| 3.  | NK Bratstvo Tenjski Antunovac | 4    | 0     | 0    | 4    | 4:13 | 0    |

### 2. grupa
| Mj. | Klub                 | Sus. | Pobj. | Ner. | Por. | GR.   | Bod. |
| --- | -------------------- | ---- | ----- | ---- | ---- | ----- | ---- |
| 1.  | NAŠK Našice          | 6    | 5     | 1    | 0    | 21:8  | 11   |
| 2.  | NK Jedinstvo Čepin   | 6    | 3     | 1    | 2    | 15:8  | 7    |
| 3.  | NK Papuk Orahovica   | 6    | 1     | 3    | 2    | 12:16 | 5    |
| 4.  | NK Radnički Mirkovac | 6    | 0     | 1    | 5    | 3:19  | 1    |